# Momo (Italia)
Momo (Mum in lombardo, Mòm in piemontese) è un comune italiano di 2 398 abitanti della provincia di Novara in Piemonte. Dista circa 15 km dal capoluogo e si trova geograficamente al centro del territorio provinciale.

## Geografia fisica
Posta nella parte centrale del medio novarese, Momo è attraversata dal torrente Agogna che confluisce nel Po in Lomellina.

## Origini del nome
Varie sono le ipotesi sull'origine della parola Momo, in latino prima Mummium, poi Mumum e infine Momum: c'è chi sostiene, infatti, che tragga origine della famiglia romana dei Mumia, mentre da alcuni esperti è ritenuto che sia il console romano Lucio Mummio Acaico il padre del nome; altri studiosi, infine, considerano il nome toponomastico celtico della località, diventato Mommio presso i Romani, come l'antico nome del paese.

## Storia
I più significativi rinvenimenti archeologici a conferma della antica frequentazione del territorio si collocano a nord e ad est dell'attuale abitato: i più antichi consistono in due sepolture ad incinerazione, databili non oltre il III sec. a.C., rinvenute nel 1994 all'interno della Chiesa della Santissima Trinità, per l'età romana sono stati individuati ampi resti di strutture riferibili ad un edificio rustico utilizzato tra prima età imperiale ed il  IV secolo e di una strada che da nord-est si dirigeva verso l'attuale centro abitato.
Poco successiva è un'ampia necropoli longobarda, in uso dalla fine del VI fino a tutto il VII secolo, per la quale non è stato tuttavia individuata quale fosse la collocazione del relativo insediamento

### Simboli
Lo stemma e il gonfalone del comune di Momo sono stati concessi dal Regio Decreto del 21 giugno 1942.
«Di azzurro al castello di rosso, munito di una torre merlata alla guelfa, aperto e finestrato di nero, fondato sulla campagna di verde, sormontato da due mazze di argento in decusse. Ornamenti esteriori da Comune.»
Il gonfalone è un drappo partito di azzurro e di rosso.
Lo stemma e il gonfalone utilizzati nelle comunicazioni ufficiali si discostano leggermente dalla blasonatura ufficiale.

## Monumenti e luoghi d'interesse

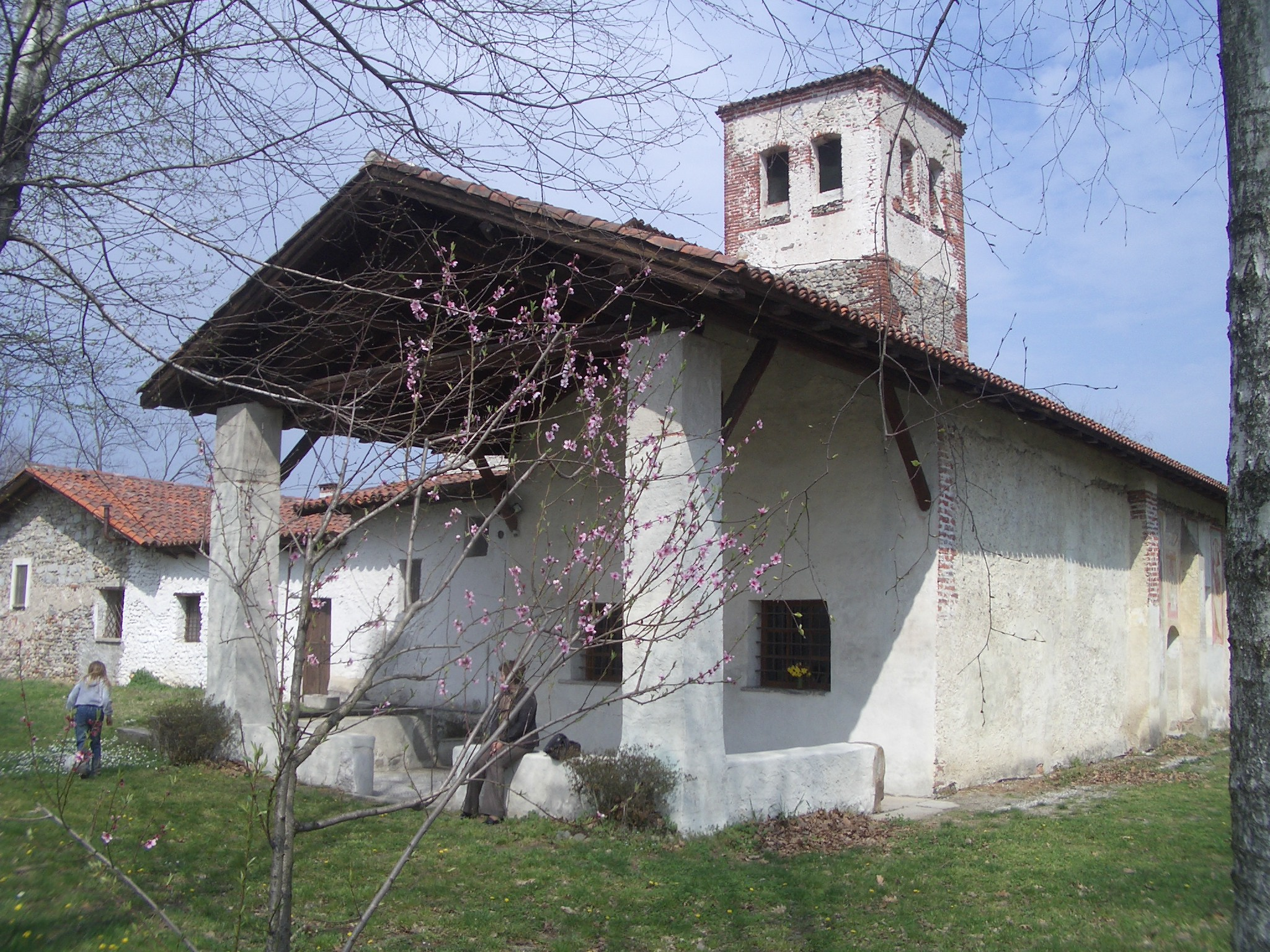
Chiesa della SS. Trinità
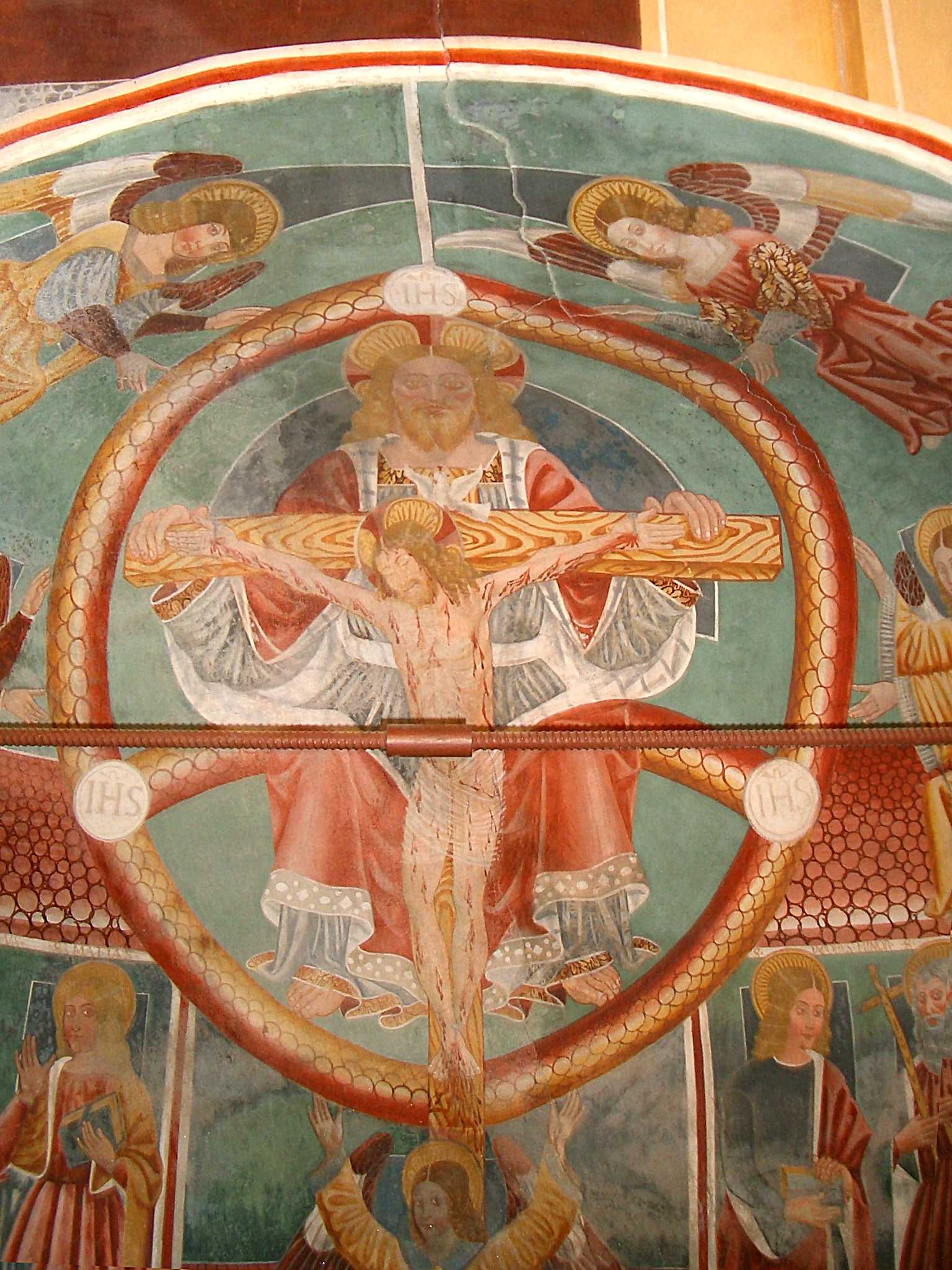
Affresco nella chiesa della SS. Trinità
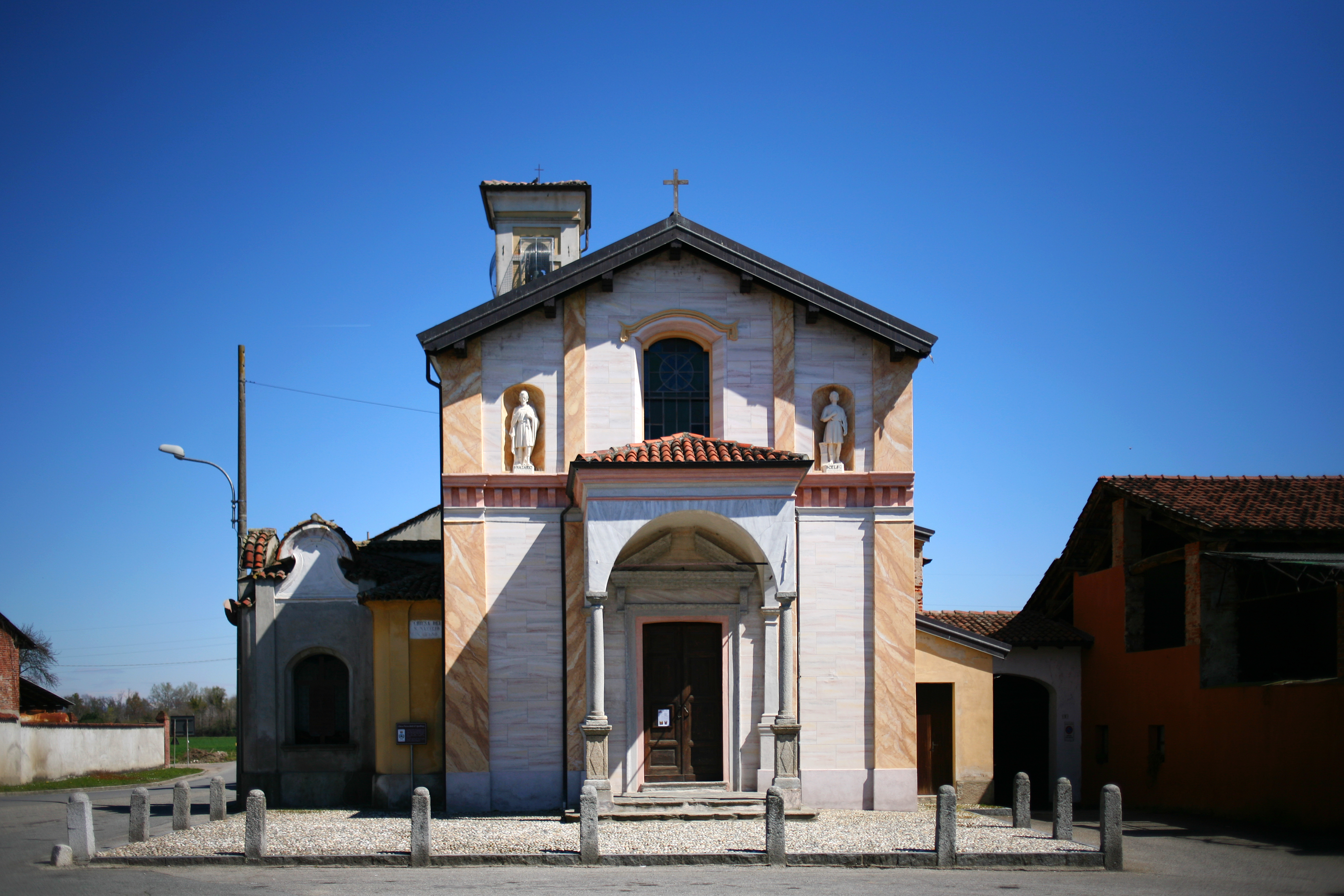
Chiesa parrocchiale di Agnellengo

### Architetture religiose
- Chiesa parrocchiale della Natività di Maria Vergine;  ottenuta dal rifacimento di un'antica chiesa romanica, ha conosciuto nel corso dei secoli ampliamenti e ristrutturazioni; di speciale rilievo quelli eseguiti a partire dal 1684, quando fu realizzato un nuovo coro, ampliata la navata centrale ed eseguita la nuova costruzione delle navate laterali.
- Chiesa della Santissima Trinità; piccola e rustico oratorio, posto lungo la strada regionale n.229 poco fuori dal paese in direzione Borgomanero, custodisce al suo interno un vastissimo ciclo di affreschi risalenti al XV e XVI secolo, omogenei per stile, attribuibili alla bottega novarese dei Cagnola.

### Architetture militari
- Torre di San Pietro, posta lungo la Strada Regionale n. 229.
- Castello di Agnellengo, nella frazione omonima[10].
- Castello di Castelletto, nella frazione omonima[10].
- Castrum vetus, in piazza Libertà[10].

## Società

### Evoluzione demografica
Abitanti censiti

## Cultura

### Istruzione

#### Biblioteche
La Biblioteca Civica di Momo è entrata a far parte del gruppo B.A.N.T. (Biblioteche Associate Novarese e Ticino) nel 2019 per cui permette l'accesso alle collezioni dl sistema bibliotecario dell’Ovest Ticino. Nel 2024 promuove la prima edizione del premio letterario nazionale "Gerolamo Pescatori" per raccontare il territorio municipale.

### Scuole
L'Istituto Comprensivo "G. Ferrari" offre servizi scolastici per la scuola dell’infanzia, primaria e secondaria di primo grado.

### Teatro
Nel 2020 è stato inaugurato il teatro comunale, punto di riferimento per le attività artistiche per bambini, ragazzi, giovani ed adulti, sia come spettatori che come attori.

### Eventi
In agosto nella frazione di Alzate si tiene la festa patronale di san Lorenzo.

## Geografia antropica

### Frazioni
Il territorio comunale è diviso in almeno tre frazioni di una certa consistenza: Alzate, Agnellengo e Castelletto.

## Economia
Il settore primario, in particolare l'allevamento di bestiame e pollame nonché la produzione di riso, grano, alimenti e frutta, va di pari passo con l'industria, con molte aziende impegnate in diversi settori merceologici, in particolare alimentare, delle sementi, del legno e della carta, dei macchinari e delle costruzioni.
È sede di una stazione dei carabinieri.

## Infrastrutture e trasporti
Il comune è attraversato da due assi viari provinciali: la strada provinciale SP 17 (Ticino-Oleggio-Proh) in direzione est-ovest e la strada statale 229 del Lago d'Orta (SS 229) in direzione nord-sud.
Il territorio comunale è altresì servito da una stazione ferroviaria dove fermano i treni della linea Domodossola-Novara.

## Amministrazione
Di seguito è presentata una tabella relativa alle amministrazioni che si sono succedute in questo comune.
| Periodo        | Periodo        | Primo cittadino                | Partito                  | Carica  | Note   |
| -------------- | -------------- | ------------------------------ | ------------------------ | ------- | ------ |
| 10 luglio 1985 | 5 giugno 1990  | Angelo Toscani                 | Democrazia Cristiana     | Sindaco | [ 18 ] |
| 5 giugno 1990  | 24 aprile 1995 | Mario Toscani                  | -                        | Sindaco | [ 18 ] |
| 24 aprile 1995 | 14 giugno 1999 | Mario Toscani                  | centro                   | Sindaco | [ 18 ] |
| 14 giugno 1999 | 14 giugno 2004 | Giuliana Dellavalle            | centro-sinistra          | Sindaco | [ 18 ] |
| 14 giugno 2004 | 8 giugno 2009  | Giuliana Dellavalle In Morelli | centro-sinistra          | Sindaco | [ 18 ] |
| 8 giugno 2009  | 26 maggio 2019 | Michela Leoni                  | lista civica             | Sindaco | [ 18 ] |
| 26 maggio 2019 | 10 giugno 2024 | Sabrina Faccio                 | lista civica Noi con voi | Sindaco | [ 18 ] |
| 10 giugno 2024 | in carica      | Michela Leoni                  | lista civica Idea Comune | Sindaco | [ 18 ] |

## Sport
A Momo gioca la locale società calcistica A.S.D Momo Atletico Calcio, militante nel campionato di Prima Categoria.